# Iphiaulax erythraeana
Iphiaulax erythraeana är en stekelart som beskrevs av Szepligeti 1913. Iphiaulax erythraeana ingår i släktet Iphiaulax och familjen bracksteklar. Inga underarter finns listade i Catalogue of Life.